# Cerkev sv. Petra, Malmö
Cerkev svetega Petra (švedsko Sankt Petri kyrka) je gotska cerkev v Malmöju na Švedskem. Zgrajena je bila v 14. stoletju kot glavna cerkev mesta in je bila opisana kot »glavni gotski spomenik v cerkveni arhitekturi v Skaniji«. Cerkev je bila duhovno središče med reformacijo in ena redkih cerkva v takrat srednjeveški Danski, ki je utrpela škodo zaradi ikonoklazma kot posledice reformacije. Cerkev sv. Petra vsebuje poznosrednjeveške freske priznane visoke kakovosti, pa tudi številno nenavadno opremo. Oltarna slika, izdelana leta 1611, je ena največjih v nordijskih državah. Cerkev je zgrajena kot bazilika s tremi ladjami in transepti. Cerkev je pravzaprav posvečena dvema svetnikoma, sv. Petru in sv. Pavlu, Ecclesia beatorum Petri et Pauli apostolorum.

## Zgodovina

### Zgodovinsko ozadje
Cerkev sv. Petra je najstarejša cerkev v Malmöju, najstarejša ohranjena stavba in prvotno edina župnijska cerkev.. Za mlajša srednjeveška mesta v Skaniji, kot je Malmö, je značilno, da so imela le eno prvotno župnijsko cerkev; bližnji Lund, starejše naselje, pa je imel že zgodaj visoko koncentracijo cerkva. Razlaga je verjetno v tem, da je Malmö postal pomemben v času, ko je bilo ozemlje po pokristjanjevanju Skandinavije v zgodnejših stoletjih že razdeljeno na župnije. Malmö se je začel hitro širiti zaradi donosne trgovine s sledom okoli leta 1200, mesto pa je bilo del gospodarske infrastrukture okoli Hanzeatske lige in tržnice Skanije. Do konca srednjega veka se je mesto uveljavilo kot najpomembnejše trgovsko mesto v provinci. Cerkev sv. Petra je bila opisana kot »glavni gotski spomenik v cerkveni arhitekturi v Scaniji« in kot »zelo dober in močno avtentičen predstavnik baltske opečne gotike«. V 14. stoletju je bila cerkev sv. Petra največja mestna cerkev na Danskem. Je del urbane strukture z večinoma še vedno nedotaknjeno srednjeveško ulično postavitvijo.
Cerkev je imela pomembno vlogo duhovnega središča med reformacijo, reformator Claus Mortensen pa je bil aktiven kot duhovnik v cerkvi. Eden od le štirih primerov nasilja zaradi ikonoklazma med dansko reformacijo se je zgodil v cerkvi sv. Petra leta 1529, ko je Claus Mortensen vodil uničenje večjega dela ornamentike v cerkvi, ki jo je reformator ocenil kot preveč katoliško. Od več kot šestdesetih predreformacijskih oltarjev je le eden ostal bolj ali manj nedotaknjen. Po reformaciji (leta 1555) je bila notranjost cerkve pobeljena.

### Gradnja
Na tem mestu je nekoč stala majhna romanska opečna cerkev, prvič omenjena leta 1269. Verjetno je bila posvečena sv. Nikolaju, svetniku pomorščakov. Hkrati s tem, ko je København dobil svojo cerkev Gospe (Vor Frue Kirke), verjetno posvečeno leta 1316, so v Malmöju začeli graditi identično cerkev. Cerkev v Malmöju je bila posvečena svetnikoma Petru in Pavlu in verjetno odprta leta 1319. Gradnja je bila morda končana do leta 1349 ali vsaj dolgo pred letom 1380. Cerkev je primer opečne gotske arhitekture, ki jo najdemo okoli Baltskega morja, verjetno najbolj zastopana v Marienkirche v Lübecku, ki je bila verjetno uporabljena tudi kot neposreden model pri gradnji cerkve sv. Petra. Kaže tudi nekatere vplive sodobne francoske gotske arhitekture. Cerkev je bila zgrajena iz rdeče opeke kot gotska bazilika z zahodnim cerkvenim zvonikom in transeptom, ki je povezan z ambulatorijem peterokotnega prezbiterija.

### Kasnejše predelave
Cerkev je bila od svoje izgradnje večkrat predelana. Prvotni cerkveni zvonik se je zrušil leta 1420, kar je spodbudilo gradnjo novega stolpa in novih obokov, ki podpirajo strop v zahodnem delu stavbe. Že leta 1442 se je stolp ponovno delno zrušil in ga je bilo treba obnoviti. Ponovno so ga obnovili šele leta 1890, ko je po prenovi dobil sedanjo podobo. Stolp je visok 98 metrov. Konec 15. in v začetku 16. stoletja je bilo postavljenih pet stranskih kapel, od katerih so se tri ohranile do danes. Dve od njih sta poimenovani po svetnici Ani in Mariji. Tretja je bila posvečena svetemu Juriju, vendar se v javnosti imenuje Trgovska kapela (Krämarkapellet) in je bila zgrajena za malmöjski ceh trgovcev s tkaninami, uporabljali pa so jo tudi številni mestni cehi, katerih grbe je še vedno mogoče videti v kapeli. Tudi cerkvena veranda je bila zgrajena nekaj časa po letu 1420.
Obsežna rekonstrukcija cerkve je bila izvedena v letih 1847–1853 pod vodstvom Carla Georga Bruniusa. Cerkev je bila takrat v nedvomno slabem stanju, vendar je bila Bruniusova prenova kljub temu kritizirana zaradi prestrogosti. Cerkev je dobila povsem novo bakreno streho, veliki deli sten pa so bili zamenjani z novimi opekami. Velik del ambulatorija je bil v celoti razstavljen in obnovljen, skoraj vsi oporniki cerkve pa so bili temeljito rekonstruirani. Tla celotne cerkve so bila prekrita s starimi nagrobniki. Ti so bili odstranjeni in večina razbitih. Pobeljena notranjost je bila obnovljena in veliko renesančnega pohištva cerkve je bilo odstranjenih; oltar in orgelska fasada sta bila v nasprotju z Bruniusovo željo ohranjena, oltar pa je bil pobarvan sivo.
Med letoma 1904 in 1906 je stolnični arhitekt Theodor Wåhlin poskušal obnoviti tisto, kar je petdeset let prej ušlo uničenju. V tem času je bil oltar obnovljen v prejšnje živahne barve, freske v trgovski kapeli pa so bile odkrite in restavrirane.
V 20. stoletju so bile opravljene tudi manjše prenove in predelave. Kapela, prvotno posvečena sveti Ani, je bila obnovljena leta 1964. Med letoma 1965 in 1967 je bila notranjost cerkve obnovljena, stenske poslikave v trgovski kapeli pa skrbno restavrirane. Dodatne restavracije stenskih poslikav so bile opravljene leta 1999. V 1980-ih so v cerkvi namestili sanitarije, garderobo in informacijski pult. Leta 2011 je bila izvedena še ena večja prenova notranjosti cerkve.

## Notranjost
Notranjost cerkve zaznamuje visoka ladja, ki v transeptu doseže 25 metrov. Stene, stebri in oboki so pobeljeni, kar daje notranjosti lahko in svetlo vzdušje. Njeno sedanje stanje je v veliki meri takšno, kot ga je dosegla v začetku 17. stoletja.

### Freske
Trgovska kapela (Krämarkapellet) je bogato okrašena s poznosrednjeveškimi freskami. Nekatere poslikave so morda nastale v 1460-ih, druge pa izvirajo iz zgodnjih 1510-ih. Izdelal jih je neznan mojster ali delavnica. Freske so opisane kot ikonografsko in tehnično dovršene ter v ostrem nasprotju z naivnostjo, značilno za številne freske, nastale v podeželskih cerkvah province približno v istem času. Freske pokrivajo tako stene kot obokan strop ter prikazujejo več različnih motivov, tako posvetnih kot verskih, postavljenih v ozadje tekočih zelenih trt.

### Oltar
Oltar v cerkvi sv. Petra je največji leseni v severni Evropi. Izdelan je iz hrastovega lesa in doseže višino 15 metrov. Izdelali so ga leta 1611 lokalni tesarski mojstri: Jacob Kremberg, Statius Otto, Curt Snedker, Öllrich Svarfer in Henrik Könnicke skupaj z Didrikom Mollom, dvornim slikarjem v službi danskega kralja Kristijana IV., in slikarjem Pieterjem Hartmanom, domačinom. Oltar je sestavljen iz štirih nadstropij ali ravni, eno nad drugo. V spodnjem delu je v sredini upodobitev Zadnje večerje, na vsaki strani pa leseni skulpturi Mojzesa in Janeza Krstnika. Nad tem je upodobitev Križanja, nad tem pa upodobitev Vnebovzetja. Na samem vrhu je izpisano božje ime, Jahve.

### Prižnica
Prižnica je bila odprta leta 1599. Naročil jo je član mestnega sveta Engelbret Fris (ali Engelbrekt Friis), izdelal pa jo je Daniel Thomisen. Prikazuje določeno podobnost s prižnico v Lundski stolnici, ki je bila odprta nekaj let prej. Izdelana je iz črnega apnenca in svetlega peščenjaka, na več mestih pozlačena. Bogata ornamentika prikazuje prizore iz Kristusovega življenja.

### Krstilnik
Krstilnik je prav tako izdelal Daniel Thomisen, naročil pa ga je drug mestni svetnik, Rasmus Ludvigsen. Izvira iz leta 1601 in podobno kot prižnica je izdelan iz črnega apnenca. Krstilnik je osmerokotne oblike, šest njegovih strani pa je okrašenih s prizori iz Svetega pisma. Na eni od drugih dveh strani je monogram darovalca, na drugi pa napis v spomin na darovanje krstnega kamena cerkvi.

### Druga oprema
Orgle so iz leta 1951, njihova fasada pa izvira iz poznega 18. stoletja. Sodobna vitraža se nahajajo v kapeli sv. Ane, v kapeli sv. Marije pa je lesena Madona, izdelana leta 1995, ki jo je navdihnila srednjeveška Madona v Zgodovinskem muzeju Univerze v Lundu. Cerkev vsebuje tudi več bogato okrašenih spomenikov za pokojne meščane mesta. Cerkev vsebuje tudi majhno knjižnico, Dringenbergska liberiet, s približno 40 knjigami iz let 1506–1570.
- Freska prikazuje grifona v trgovski kapeli. Grifon se pojavlja tudi na grbu Malmöja
- Stropna freska. Trgovska kapela
- Glavni oltar iz leta 1611 je visok 15 metrov
- Dringenbergska liberiet, zbirka knjig iz let 1506–1570 v cerkvi
- Orgle, zgrajene leta 1951, s fasado iz leta 1797[19]
- V cerkvi so ene najsodobnejših orgel na svetu in največje v severni Evropi
- Nove korne orgle, "Klaisove orgle", so visoke 14 metrov, imajo šest manualov in več kot 200 registrov